# Anders Petter Törnkrantz
Anders Petter Törnkrantz, född 1808 i Kastlösa på Öland, död 1890 i Torslunda socken på Öland, var en svensk skomakarmästare och silhuettklippare. 
Han var son till en byskräddare och gift med Karolina Brosander och far till Natalia Vilhelmina Peterson. Han lärde sig konsten att klippa silhuetter av sin far som i sin tur lärt sig av sin far och han förde via dottern kunskapen vidare till en fjärde generation. Hans konst består av små silhuetter som finns bevarade i ett stort antal.